# Agrilinus convexus
Agrilinus convexus är en skalbaggsart som beskrevs av Wilhelm Ferdinand Erichson 1848. Agrilinus convexus ingår i släktet Agrilinus och familjen Aphodiidae. Inga underarter finns listade i Catalogue of Life.